# Gelotologie
Die Gelotologie (von griech. γέλως gélōs „Lachen“, Genitiv γέλωτος gélōtos) ist die Wissenschaft der Auswirkungen des Lachens. Sie beschäftigt sich mit den körperlichen und psychischen Aspekten des Lachens.
Begründer der Gelotologie ist der Psychiater William F. Fry, der 1964 an der Stanford-Universität erstmals über die Auswirkungen des Lachens auf die körperlichen Vorgänge forschte. Fry hat auch den Begriff Gelotologie geprägt.
Als therapeutische Anwendung gelotologischer Erkenntnisse gelten die sogenannten Humor-Therapien oder Lachtherapien (englisch: humour and laughter therapy).
Führende Gelotologen neben Fry sind Lee Berk, Paul Ekman, Ilona Papousek, Robert Provine, Frank Rodden und Barbara Wild.

## Vorläufige Forschungsergebnisse
Michael Titze, Dozent an der Akademie für Individualpsychologie in Zürich und Gründungsvorsitzender von HumorCare Deutschland, referiert die vorläufigen und statistisch nicht abgesicherten Forschungsergebnisse wie folgt:

### Ursachen
Lachen kann eine Vielzahl von Bedeutungen haben. So ist es z. B. ein Ausdruck von Aggression, wenn wir jemanden auslachen, gemeinsames Gekicher im Bett kann Ausdruck sexueller Erregung sein, während das freundliche Grinsen im Vorübergehen die Funktion eines Grußes hat. Wir lachen schließlich nicht nur, wenn wir fröhlich sind, sondern auch, wenn wir nervös sind, Angst haben oder gekitzelt werden.

### Auswirkungen
- Die Veränderung der Gedankenwelt durch Lachen: Es lockern sich beim Lachen also nicht nur die Gesichtsmuskeln, sondern auch die Gedankenmuster. Es kommt zu einer veränderten Sicht der Dinge. Dem Patienten wird es möglich, seine Situation, die darin involvierten Personen und sich selbst, mit etwas Abstand und aus einer neuen Perspektive zu sehen. Durch diese veränderte Sichtweise ist es dem Betroffenen möglich, seine – als belastend empfundene – Situation zu überdenken und neue Lösungsansätze für sein Problem zu finden.
- Auswirkung des Lachens auf die Psyche: Ein heiterer, lachender Mensch begegnet seiner Umwelt anders als ein pessimistischer Mensch. Bedingt durch größeren Mut und Gelassenheit in Kombination mit geringerer Nervosität sind fröhliche Menschen kontaktfreudiger, bei anderen beliebter und dadurch sozial erfolgreicher. Das bedeutet, der Lachende hat andere soziale Bezüge, eine sehr spezifische Interaktion mit anderen Menschen und eine besondere Interaktion. Er reagiert also auch auf seine eigenen Gefühle und Bedürfnisse anders als ein pessimistischer Mensch.
- Auswirkungen des Lachens auf den Körper: Lachen soll auch ein wirksames Mittel gegen Frühjahrsmüdigkeit sein. Lachforscher fanden heraus, dass eine Minute Lachen ebenso erfrischend sein soll wie 45 Minuten Entspannungstraining. Außerdem soll es dem Mann zu mehr Potenz verhelfen. Und schließlich fördert es die Kreativität, wie Kunz berichtet. So schicken Unternehmen ihre Mitarbeiter in Lachseminare. «Das kontrollierende Denken und Handeln wird durch das Lachen aufgelöst», sagt die Therapeutin. Die geordneten Gedanken werden unterbrochen.

### Anwendungen
- Lachen gegen Schmerzen: Studien der Gelotologie ergaben, dass Schmerzpatienten nach nur wenigen Minuten Lachen eine Erleichterung erfahren, die mehrere Stunden anhalten kann. Außerdem verbessert Lachen die Durchblutung und beugt somit Herz-Kreislauf-Krankheiten vor.[3] Ein Beispiel gibt es in der Autobiographie von Norman Cousins.
- Lachen und das Immunsystem: Die körpereigene hormonartige Substanz Gamma-Interferon aktiviert und koordiniert die Produktion von mehreren körpereigenen Abwehrstoffen, während sogenannte Killer T-Zellen bereits infizierte Zellen vernichten. Der amerikanische Immunologe Lee S. Berk hat festgestellt, dass bei lachenden Personen die Blutwerte von Gamma-Interferon, Killer-Zellen und Antikörpern steigen. Selbst einige Tage nachdem man sich, zum Beispiel, einen lustigen Film angesehen hat, sind wesentlich höhere Werte feststellbar, als bei Menschen, die in den letzten Tagen keinen Grund zum Lachen hatten.
- Lachen gegen Stress: »Lachen ist der größte Feind des Stresses« sagt die Humortherapeutin Erika Kunz. Statt Stresshormonen werden beim Lachen mit einiger Wahrscheinlichkeit Glückshormone, sogenannte Endorphine ausgeschüttet. Selbst unter größten Arbeitsbelastungen würden sich auf diese Weise Verspannungen lösen. Wer die Mundwinkel hochzieht, richtet sich automatisch auf und vermeidet eine traurige Grundhaltung, erklärt sie. Selbst gegen Verstopfung, Kopfschmerzen und Schlaflosigkeit soll es helfen, sagt Kunz.[4]
- Lachen in der Therapie: Immer mehr Psychologen und Mediziner beschäftigen sich mit der therapeutischen Anwendung von Humor und Lachen im Spital und während einer Therapie.[5] Vor allem in der Psychiatrie und Psychologie erhofft man durch den gezielten Einsatz von Humor in der Therapie bessere Erfolge zu erzielen. Denn aus psychosomatischer Sicht besteht die gesundheitsfördernde Wirkung des Lachens hauptsächlich aus der Überwindung von Widrigkeiten. So kann Lachen der Beginn eines Weges aus einer scheinbar unüberwindlichen Situation sein, denn ein Hauptauslöser des Lachens ist das plötzliche Erkennen von Zusammenhängen. Werden die Zusammenhänge einer belastenden Situation erkannt, dann löst sich die innere Anspannung in Form von Lachen.
- Rote Nasen, Clinic-Clowns: Die Forschungsergebnisse der Gelotologie haben zur Einrichtung der sogenannten „Clown-Doktoren“ geführt. Dabei handelt es sich um Spaßmacher, die sich bei den Ärzten nach dem Befinden der Patienten erkundigen und diese – nach Absprache mit den Medizinern – gezielt aufheitern, sich ihre Probleme und Sorgen anhören. Ziel der Clowns ist die Lockerung der oft tristen Klinik-Atmosphäre. Sie möchten die Patienten zum Lachen bringen und so zu ihrer schnelleren Genesung beitragen. Clown-Doktoren gibt es inzwischen weltweit, vor allem in den USA und Europa.[6]

## Wissenschaftliche Studienlage
Es gibt nur sehr wenige Studien, die sich mit der Thematik befassen, und die möglichen positiven Kurzzeit- oder Langzeitwirkungen einer humor and laughter-Therapie werden häufig sowohl vom Krankenhauspersonal als auch von Patienten überbewertet, eine abschließende Bewertung ist derzeit nicht möglich. Eine Schweizer Studie über die Anwendung der humour therapy bei Alzheimer-Kranken und Depressiven konnte keine statistisch signifikanten Effekte nachweisen.